# Heli Rekula
Heli Rekula (Helsinki, 28 février 1963) est une photographe finlandaise.

## Distinctions
- Prix Ars Fennica